# Astragalus lasiosemius
Astragalus lasiosemius är en ärtväxtart som beskrevs av Pierre Edmond Boissier. Astragalus lasiosemius ingår i släktet vedlar, och familjen ärtväxter. Inga underarter finns listade i Catalogue of Life.